# Servizio idrologico regionale della Toscana

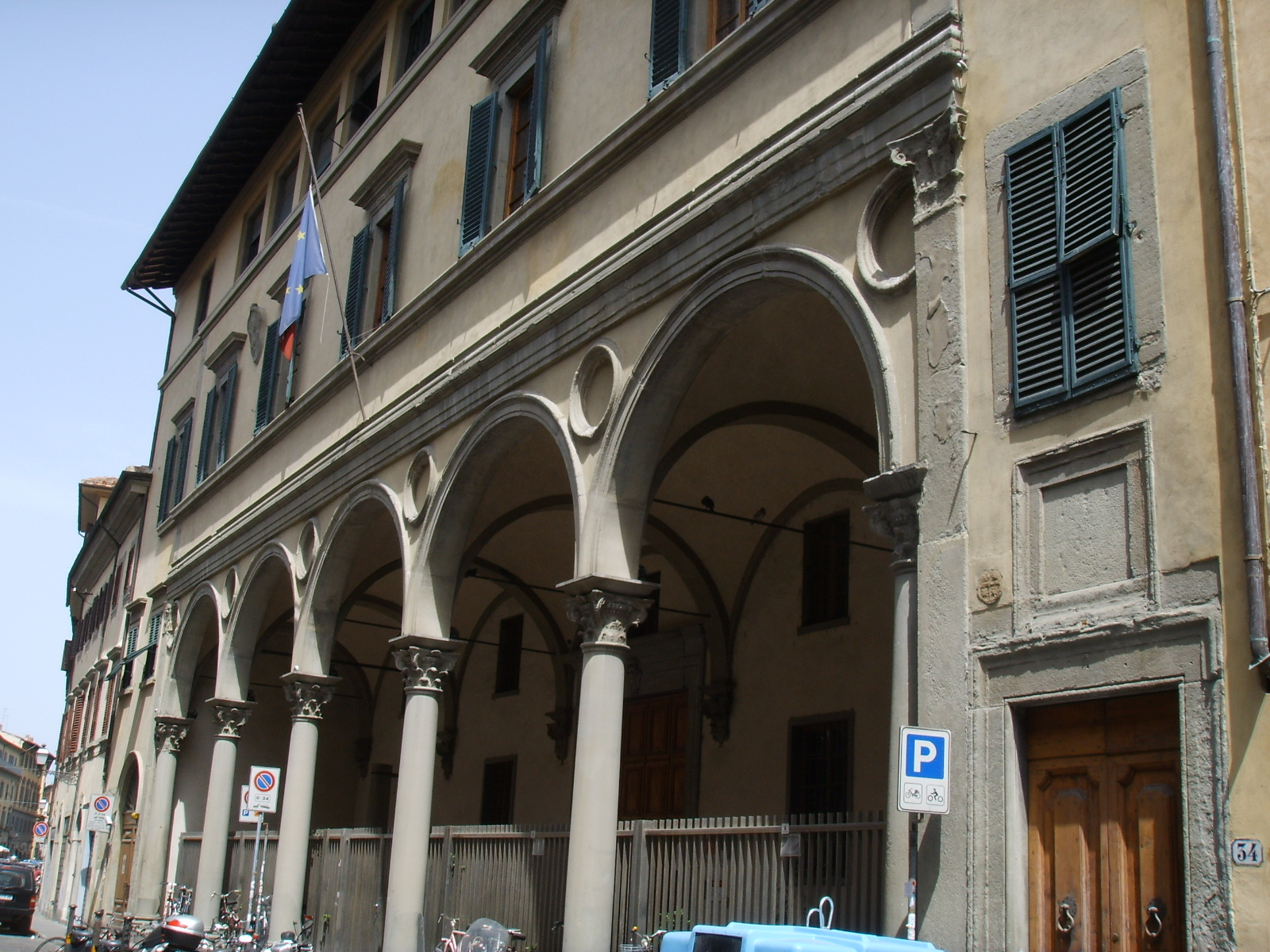
Il complesso della loggia dei Tessitori a Firenze che ospita la sede distaccata del Servizio idrologico regionale

Il Servizio idrologico regionale della Toscana è l'ente di riferimento per la raccolta, l'elaborazione, la validazione e la pubblicazione certificata dei dati termometrici, pluviometrici, freatimetrici e mareografici rilevati nell'intero territorio regionale della Toscana e per il supporto operativo alla protezione civile regionale e nazionale attraverso il monitoraggio in tempo reale degli eventi meteorologici e idrologici e dei relativi effetti sul territorio e l'emissione di bollettini ed avvisi di criticità regionali, in qualità di centro funzionale regionale, avvalendosi a tal fine anche delle attività del Consorzio LaMMA. Per le funzioni attribuitegli costituisce di fatto il servizio idrometeorologico regionale.
L'ente ha la propria sede centrale a Pisa sul lungarno Pacinotti ed una sede distaccata a Firenze in via San Gallo.

## Storia
Istituito nel 2000 a seguito del decreto legislativo n. 112 del 31 marzo 1998, il Servizio idrologico regionale della Toscana ha di fatto assunto le competenze e le funzioni che precedentemente erano svolte dal Servizio idrografico e mareografico nazionale, in applicazione della precedente norma sul decentramento alle regioni e agli enti locali dei compiti amministrativi (legge n. 59 del 15 marzo 1997). Storicamente, il compartimento di Pisa del Servizio idrografico italiano del Ministero dei lavori pubblici venne istituito nel 1917 con una rete di 85 stazioni pluviometriche presenti nel 1918 che venne implementata nel corso degli anni successivi fino a raggiungere il numero di 285 stazioni pluviometriche nel corso del 1922: nello stesso anno il compartimento di Pisa contava nell'ambito territoriale di propria competenza un totale di 95 stazioni idrometriche.
A partire dall'anno 1916 iniziò la pubblicazione dei dati pluviometrici negli annali idrologici, alla quale si aggiunse dal 1921 anche la pubblicazione dei dati idrometrici, fino all'introduzione della pubblicazione dei dati termometrici a partire dal 1924.

## Rete di monitoraggio
La rete di monitoraggio attuale del Servizio idrologico della Toscana è costituita da alcune stazioni tradizionali (già presenti nei decenni passati) e da stazioni automatiche direttamente gestite dall'ente stesso, a cui si sono aggiunte le stazioni agrometeorologiche automatiche gestite fino al 2010 dal Servizio fitosanitario regionale dell'ex ARSIA. Infine, vi sono anche alcune stazioni automatiche presenti nel territorio regionale e gestite dai corrispondenti enti extraregionali di Emilia-Romagna (ARPA), Liguria e Lazio che monitorano le aree situate all'interno dei rispettivi spartiacque.
Le varie stazioni della rete di monitoraggio riguardano, che raggiungono un totale di oltre 400 unità, rilevano dati relativi alla temperatura e alle precipitazioni, oltre ad effettuare rilevamenti igrometrici, anemometrici, idrometrici e mareografici. Mentre i dati rilevati dalle stazioni tradizionali vengono annotati dagli operatori in appositi registri e inviati alla sede centrale di Pisa, le stazioni automatiche rilevano i dati in tempo reale e li trasmettono via radio o mediante GPRS, rendendoli di fatto immediatamente disponibili per la consultazione in rete.

## Archivio dati ed elaborazione dati
I dati storici rilevati dalle stazioni tradizionali del compartimento di Pisa sono consultabili fino al 1996 negli annali idrologici, seppur abbia preso avvio la digitalizzazione dei medesimi per renderli disponibili alla consultazione online. I dati delle stazioni automatiche invece vengono archiviati sul sito web del Servizio Idrologico Regionale.
L'elaborazione dei dati vede la pubblicazione dei report idrologici mensili sulla pluviometria, sull'idrometria e sulla freatimetria, oltre al calcolo delle linee segnalatrici di possibilità pluviometrica e all'analisi dei bilanci idrologici dei vari bacini attraverso l'uso della modellistica idrologica.
Il Servizio idrologico regionale della Toscana raccoglie anche i dati sui consumi idrici in Toscana, in collaborazione con altri enti (Centro interdipartimentale di bioclimatologia, Istituto regionale programmazione economica della Toscana), oltre ad aver sviluppato il catasto delle fonti sorgive presenti nel territorio regionale.
Tra gli altri studi e progetti in corso vi è il monitoraggio del trasporto solido nei corsi d'acqua.